# Optika atmosfere
Optika atmosfere ili atmosferska optika jest grana meteorologije koja proučava pojave nastale lomom svjetlosti, odbijanjem (refleksijom), raspršivanjem i ogibom (difrakcija) svjetlosti u Zemljinoj atmosferi (boja neba, duga, vijenac ili korona oko Sunca i Mjeseca, halo, pasunce ili lažno Sunce, Sunčev stup, irizacija oblaka, glorija, zračno zrcaljenje, fatamorgana, miraž, pojava sumraka, alpskog žara, treperenja zvijezda, zelenog bljeska, astronomska i terestrička refrakcija, depresija obzora i drugo). Optika atmosfere proučava i pojave koje su posljedica perspektive: prividni oblik nebeskog svoda, površine diska Sunca i Mjeseca pri njihovu izlaženju i zalaženju i drugo.

## Duga
Duga je veliki kružni luk svjetlosti na nebu, sastavljen od užih obojenih i međusobno usporednih lukova, a nastaje kada se Sunce pojavi prilikom razlaza oblaka. Duga nastane disperzijom Sunčeve svjetlosti zbog loma na kapljicama kiše. Sunčeva se zraka najprije lomi pri ulazu u kapljicu kiše i odbija na stražnjoj plohi kapljice, pa se zatim ponovo lomi pri izlazu iz nje. Zbog toga se Sunčeva svjetlost rastavlja na spektralne boje. Promatrač vidi dugu kada su kapljice kiše ispred njega, a Sunce iza njega. 
Osim glavne duge u kojoj se boje prelijevaju iz crvenog na vanjskoj strani u ljubičasto na unutarnjoj, pojavljuje se i sporedna duga koja je slabijega sjaja. Boje u sporednoj dugi dolaze obrnutim redom tako da su crveni rubovi obiju duga jedan prema drugome susjedni. Sporedna duga nastaje zbog toga što se Sunčeve zrake u kapljicama kiše dvaput reflektiraju.
Duga je optička pojava u obliku obojenih lukova (jednog ili više), koju zamjećujemo na nebu u području kiše na oblačnoj pozadini, i to na suprotnoj strani od Sunca sa središtem u takozvanoj antisolarnoj točki. Osim glavne duge s kutnim polumjerom 42°, često se zapaža i sporedba duga s kutnim polumjerom 52°. Kod glavne duge zapažaju se izrazite spektralne boje s crvenom bojom na vanjskom rubu i ljubičastom na unutrašnjem rubu. Kod sporedne duge poredak boja je obrnut. Jakost (intenzitet) boja i širina obojenog pojasa zavisi od veličine kišnih kapi. Katkada se mogu opaziti s unutrašnje strane glavne duge i s vanjske strane sporedne duge prekobrojni dugovi koji potječu od dodatne (sekundarne) obojene duge (znatno slabije jakosti), najčešće zelenkaste i ružičaste boje. Broj takvih duga može doseći i 6. Ponekad, kad su kapljice vrlo malene i u magli, zapaža se bijela duga (maglena duga). Duga se može zapažati i po mjesečini, i tada je najčešće bijele boje. 
R. Descartes je 1637. prvi protumačio nastanak duge refleksijom i lomom Sunčevih zraka u vodenim kapljicama. Tu je teoriju dopunio I. Newton, te u 19. stoljeću G. B. Airy. Nastanak duge najčešće se tumači minimalnim otklonom zraka svjetlosti, koju doživi promatrana zraka svjetlosti prolazom kroz kišnu kapljicu.

## Polarna svjetlost
Polarna svjetlost je svjetlosna pojava u visokim slojevima Zemljine atmosfere u obliku lukova, korona, pruga, zavjesa i raspršenih (difuznih) svijetlih ploha. Najčešće je vidljiva u polarnim krajevima, a što je udaljenost od magnetskih polova veća, to se pojavljuje rjeđe. Osim na Zemlji, opažena je i na Jupiteru i Saturnu. Lukovi polarne svjetlosti su oštro ograničeni, zrakaste ili homogene strukture, s najvišom točkom u magnetskom meridijanu. Zavjese imaju duge zrake koje se često pružaju u smjeru magnetskoga polja u obliku lepeze. Korona se pojavljuje u najsjevernijim krajevima, gdje su magnetske silnice okomite na površinu planeta. Raspršene svijetle plohe nalik su na osvijetljen oblak i mogu povremeno pulsirati, lagano povećavati i smanjivati sjaj u razdoblju od nekoliko minuta.
Polarna svjetlost u Zemljinoj atmosferi nastaje kada brze (od 300 do 1200 km/s), električki nabijene čestice (na primjer ioni, elektroni) Sunčeva vjetra uđu u Zemljino magnetsko polje pa se ubrzavajući se prema Zemljinim magnetskim polovima sudaraju s česticama zraka i pobuđuju ih na emisiju svjetlosti, najčešće na visinama između 90 i 150 kilometara. Posebno je sjajna u doba velike Sunčeve aktivnosti (pojava mnogih Sunčevih pjega i baklji).
Promatrana iz područja bližega Zemljinim polovima, polarna je svjetlost uglavnom žutozelene, a s manjih zemljopisnih širina, crvene boje. Do razlike u boji dolazi zbog različitih gustoća zraka na različitim visinama u atmosferi. Na velikim visinama, gdje je atmosfera rijetka, sudari su među molekulama zraka rijetki i kisik dvije minute nakon pobuđenja emitira crvenu svjetlost. U dubljim slojevima atmosfere (do kojih čestice Sunčeva vjetra dospijevaju putujući prema sjeveru ili jugu) događa se znatno više sudara među molekulama zraka, što dovodi do toga da, potaknut tim sudarima, Sunčevim vjetrom pobuđeni kisik emitira zelenu svjetlost. Pobuđeni dušik neovisno o visini emitira plavu i ljubičastu svjetlost.
Na sjeveru se naziva aurora borealis (sjeverna zora), prema rimskoj božici svitanja Aurori i grčkom bogu sjevernih ili sjeveroistočnih vjetrova, Boreju. Na jugu se naziva aurora australis (južna zora).

## Miraž
Miraž (franc. mirage, od mirer < lat. mirari: čuditi se) ili zrcaljenje u atmosferi je optička pojava koja nastaje zbog loma svjetlosti u atmosferi, kada raslojavanje atmosfere nije jednoliko, pa nastaje totalno odbijanje (refleksija) svjetlosti među različito zagrijanim slojevima atmosfere, te svijanje zraka svjetlosti. Zbog toga se, na primjer, planine i otoci čine kao da su podignuti u visinu i odvojeni od površine Zemlje, predmeti se vide iskrivljeni, dvostruki, trostruki i drugo. Pri donjem je miražu konkavna strana zrake svjetlosti okrenuta prema gore, a pri gornjem miražu prema dolje. Među pojave miraža ubraja se i fatamorgana.

### Fatamorgana
Fatamorgana u geofizici (arap. sarab, serab ili sirab) optička je pojava u Zemljinoj atmosferi, vrsta zrcaljenja u zraku, zbog kojeg se pričinja kao da se u daljini vide predjeli i predmeti. Uzrok je prelamanje zraka svjetlosti i potpuno zrcaljenje (totalna refleksija) u različito ugrijanim slojevima zraka. Fatamorgana se često vidi u pustinjama i tropskim krajevima (refleksija svjetlosti neba daje dojam jezera koje "bježi" kako se približavamo) i na moru (osobito u tjesnacu između Messine i Kalabrije; u pučkom se vjerovanju pripisivala djelovanju vile Morgane; legendu su na južnu Siciliju donijeli Normani). Zbog istog uzroka vide se predmeti na moru [na primjer, brodovi) uzdignuti (nepreokrenuti)].

### Zeleni bljesak
Zeleni bljesak optička je pojava u atmosferi koja nastaje za vrijeme zalaska ili izlaska Sunca lomom svjetlosti na slojevima zraka različite gustoće, te traje nekoliko sekundi. Kut loma zelene svjetlosti malo je veći od kuta loma crvene svjetlosti, pa je prilikom izlaska i zalaska Sunca njegov gornji rub zelene boje, a donji crvene. Pojava se može opažati na svim zemljopisnim širinama, ali je za opažanje potrebna iznimno bistra atmosfera bez vlage.

## Halo
Halo (lat. halo, akuzativ od halos < grč. ἅλως: gumno, okruglo mjesto) je optička pojava u Zemljinoj atmosferi (optika atmosfere) kada se Sunce ili Mjesec naziru kroz tanak sloj oblaka s kristalićima leda. Najpoznatiji je krug oko Sunca ili Mjeseca (potpuni ili njegov dio) promjera 22° (22° halo ili mali halo) koji je na unutarnjoj strani crvenkaste, a na vanjskoj strani plavkaste boje; mnogo rjeđi je halo promjera 46° (46° halo ili veliki halo). 
U istu skupinu optičkih pojava spadaju i: 
- lažna Sunca, parheliji ili pasunca, bjelkaste mrlje na dijelu kruga s obiju strana ili samo s jedne strane Sunca ili Mjeseca, a na istom nagibu kao izvor svjetlosti,
- tangentni lukovi (bjelkaste su boje i dodiruju krug haloa na gornjem vrhu),
- Sunčev stupovi (pojavljuju se iznad Sunca izravno prije njegova izlaska ili nakon zalaska) i drugo,
- cirkumzenitalni luk je optička pojava vrlo slična dugi i to je vrlo blijedi luk okrenut krajevima prema gore (izokrenuta duga),
- cirkumhorizontalni luk može se vidjeti kada visoko na nebu lebde sitni kristalići leda u obliku šesterokutnih pločica,
- parhelijski krug se katkada može zapaziti uz halo u obliku prstena s kutnim polumjerom od 22° (22° halo), ako je oblačni pokrov cirostratusa homogen, koji okružuje nebo paralelno s obzorom (horizontom), a prolazi kroz Sunce i parhelije (lažna Sunca),
- protusunce ili antihelij je rijetka optička pojava koja se nalazi na parhelijskom krugu, na suprotnoj strani od Sunca,
- parantihelij je rijetka optička pojava koja se nalazi na parhelijskom krugu i 60° od protusunca u stranu (ustvari parantihelij se nalazi u vodoravnoj ravnini 120° od položaja Sunca pa ga možemo i nazvati 120° lažno Sunce),
- Parryjev luk je rijetka optička pojava koja se pojavljuje na gornjoj strani 22° halo, zajedno s gornjim tangencijalnim lukovima (iznad njih),
- supralateralni luk se pojavljuje na gornjoj strani 22° halo, oko dvostruke duljine kruga, a stvara blijedu traku duginih boja u širokom pojasu iznad Sunca,
- opisani halo se pojavljuje kad je Sunce više od 30° iznad obzora, a kad je Sunce niže od 30° iznad obzora, tangencijalni lukovi se pružaju uvis u obliku slova V.

Sve te pojave nastaju lomom zraka svjetlosti na kristalićima leda pa se pojavljuju djelomično spektralne boje ili nastaju refleksijom (odbijanjem) svjetlosnih zraka na plohama kristalića leda uz pojavu bjeličaste boje ili pak nastaju zajedničkim djelovanjem obaju procesa.

## Glorija
Glorija (lat. gloria: slava) jest optička pojava koja se vidi kao jedan ili više obojenih prstena na gornjoj površini oblaka. Nastaje na dijelu neba suprotno od dijela na kojem se nalaze Sunce ili Mjesec. Posljedica je ogiba svjetlosti na kapljicama vode. Može se opaziti na rosi i magli, ali vrlo rijetko.

### Brockenska sablast
Brockenska sablast je optička pojava u atmosferi. Kada je Sunce nisko i iza leđa promatraču, može se u planinama ili povišenim građevinama na gornjoj površini sloja magle ili oblaka vidjeti jako uvećana sjena promatrača. Pojava nastaje na isti način kao duga, lomom zrakâ svjetlosti na kapljicama vode. Naziv brockenska sablast je prema priči o velikoj ženi koja je protjerala ljude s gore Brocken u Njemačkoj. Ako se oko sjene vide i obojeni krugovi, riječ je o brockenskom spektru ili gloriji. Često se vide iz zrakoplova ili balona.

## Korona
Korona ili vijenac oko Sunca ili Mjeseca je optička pojava koja nastaje kad se Sunce ili Mjesec nalazi iza tankih oblaka, i tad se često mogu vidjeti okruženi prilično jasno obojenim krugovima. Ta pojava nastaje ogibom zraka svjetlosti na česticama oblaka (kapljicama vode ili kristalićima), a češće se primjećuje oko Mjeseca nego oko Sunca zbog veće jakosti (intenziteta) Sunčeve svjetlosti. 
Unutrašnji je dio vijenca, takozvana aureola oko Mjeseca, žućkastobijele boje u obliku svijetlog kruga, koji je na vanjskoj strani slabo narančaste boje. Oko vijenca slijede obojeni prstenovi, obično 2 do 4. Veličina vanjskog crvenog ruba oka aureole mogu doseći i 5° i veoma su različiti.
Prstenovi su međusobno odvojeni tamnim pojasevima. Svojstveno je da je crvena boja na vanjskoj strani svih prstenova, ljubičasta na unutrašnjoj strani, no boje nisu čisto spektralne, a jakost (intenzitet) je boja u vanjskim prstenovima slabiji od unutrašnjih.

## Alpski žar
Alpski žar svjetlosna je pojava koja se kadšto zapaža u planinskim predjelima: vrhovi brda na strani svijeta suprotnoj od strane na kojoj se nalazi Sunce kratko su vrijeme prije izlaska, odnosno nakon zalaska Sunca purpurne, ružičaste ili žute boje. Kada Zemljina sjena dosegne te vrhove, boje ubrzo prelaze u plave nijanse.

## Irizacija
Irizacija (prema grč. ἶρıς: duga), u meteorologiji, je pojava duginih boja na oblacima, najčešće na altokumulusima i cirokumulusima. Obično se uočava u dijelu oblaka koji se tek oblikuje jer su tada sve kapljice vode jednaka obujma (volumena) pa se na njima zrake svjetlosti mogu pravilno ogibati (difrakcija). Često su pruge obojene svjetlosti usporedne s rubovima oblaka, a boje se mijenjaju kako se oblak razvija. Pojavljuje se na svim stranama neba, ali najčešće u blizini Sunca zaklonjena oblacima. Može se pojaviti i u magli ili na rosi, ali vrlo rijetko.

## Bishopov prsten
Bishopov prsten (po havajskom misionaru Serenu Edwardu Bishopu koji ga je 1883. prvi opisao) je optička pojava u atmosferi što se vidi kao bjelkasti prsten oko Sunca ili Mjeseca s lagano plavkastim tonom iznutra i crvenkastosmeđim izvana. Srednji je polumjer prstena od 15 do 30°. Pojava je uzrokovana ogibom svjetlosti kroz tanki sloj naoblake ili na finim česticama vulkanske prašine u atmosferi. Što su kapi kiše ili čestice prašine sitnije, polumjer prstena je veći. Primjećuje se osobito nakon velikih erupcija vulkana, kao na primjer Krakatoa 1883.

## Nebesko plavetnilo
Nebesko plavetnilo je blistava plava boja neba prouzročena raspršivanjem Sunčeve svjetlosti uglavnom ljubičastih i plavih valnih duljina u Zemljinoj atmosferi. Iako se najviše raspršuje ljubičasta svjetlost, ljudskom oku boja neba izgleda kao monokromatska plava boja valne duljine 474 do 476 nm jer je ono osjetljivije na plavu nego na ljubičastu boju.
U svemirskom vakuumu (na primjer 30 kilometara iznad Zemljine površine) nebo je crno, Sunčeva se svjetlost širi pravocrtno, sadrži sve valne duljine i Sunce izgleda bijelo. U Zemljinoj se atmosferi Sunčeva svjetlost sudara s molekulama dušika i kisika, širi u svim smjerovima i cijelo nebo postaje izvor svjetlosti. Što je valna duljina svjetlosti kraća, raspršenje je snažnije. Tako na primjer svjetlost ljubičaste boje raspršuje se desetak puta jače nego svjetlost crvene boje. Kad zrake svjetlosti padaju okomito na površinu Zemlje, to jest dok je Sunce visoko na nebu, raspršuje se oko 25% svjetlosti. Što je Sunce bliže obzoru (horizontu), svjetlost prolazi duži put kroz atmosferu i sve je više raspršene svjetlosti, blizu obzora oko 65%. Što je Sunce bliže obzoru, nebo postaje sve bljeđe plavo, Sunce izgleda sve narančastije, a pred sam zalazak ili neposredno nakon izlaska sve su valne duljine svjetlosti osim crvene raspršene pa Sunce izgleda crveno.
John William Strutt Rayleigh objasnio je elastično raspršenje elektromagnetskoga zračenja na česticama kojima je promjer manji od 1/10 valne duljine zračenja (Rayleighovo raspršenje). Budući da je promjer molekula zraka (približno 0,2 nm) dvije do tri tisuće puta manji od valne duljine vidljive svjetlosti, objasnio je i raspršenje Sunčeve svjetlosti u atmosferi i nebesko plavetnilo.

### Dijamantni prah
Ledene iglice je oborina koja se sastoji od sitnih nerazgranatih ledenih kristala u obliku iglica, pločica ili štapića. Kristali ledenih iglica su često vrlo maleni, pa se čini kao da lebde u zraku. Padaju iz prozračnog oblaka ili iz vedra neba, a dobro su vidljivi kada svjetlucaju na Suncu (takozvani dijamantni prah). Pojavljuju se za stabilna vremena kada su temperature veoma niske, osobito u polarnim krajevima.

## Atmosferska refrakcija
Atmosferska refrakcija ili refrakcija u atmosferi nastaje zbog prolaza svjetlosti kroz slojeve zraka različite gustoće, pa se svjetlosna zraka pri prijelazu iz jednoga sloja zraka u drugi lomi. Kako se gustoća zraka mijenja postupno, put svjetlosne zrake nije izlomljena linija nego kontinuirana krivulja. Pod normalnim uvjetima, to jest kada se gustoća zraka s visinom smanjuje, ta je krivulja zakrivljena pa je njezin udubljeni dio okrenut prema Zemlji. Budući da ljudsko oko predmete od kojih svjetlosna zraka dolazi smješta u smjeru tangente na put zrake, zemaljski predmeti, zvijezde, Mjesec i Sunce izgledaju viši nego što zapravo jesu. Kut koji čini tangenta s pravocrtnom spojnicom oka i predmeta naziva se kut refrakcije. Razlikuju se astronomska refrakcija, kada se promatraju nebeska tijela, i zemaljska refrakcija, kada se promatraju predmeti na Zemlji. Zbog astronomske refrakcije zvijezde se vide nad obzorom (horizontom) i onda kada se nalaze nešto ispod obzora; zbog nje je dan u umjerenim zemljopisnim širinama duži za 8 do 13 minuta, a polarna noć kraća za 12 dana. Zemaljskom refrakcijom vidljivi se obzor proširuje za 5 do 6%. Kod nenormalne stratifikacije atmosfere, kada gustoća zraka raste s visinom, pojavljuju se u atmosferi posebne optičke pojave (na primjer miraž).

### Astronomska refrakcija
Astronomska refrakcija je pojava da se izvor svjetlosti (Sunce, planeti, zvijezde i tako dalje), koji se nalazi izvan atmosfere, zbog loma u atmosferi vidi na drugom mjestu nego što se nalazi. Svjetlost prolazi do oka promatrača to dulji put što je izvor svjetlosti bliže obzoru. Time je i veći utjecaj refrakcije na otklon zrake svjetlosti (vidi tablicu). Zbog astronomske refrakcije zenitne su udaljenosti izvora svjetlosti manje nego stvarne, a Sunce i drugi izvori svjetlosti vide se i nakon što su zašli ispod geometrijskog obzora. Zbog toga se u srednjim zemljopisnim širinama dan produljuje za 8 do 12 minuta, a u polarnim predjelima i mnogo više. Prividno se izobličuje i oblik Sunca i Mjeseca na obzoru. Budući da se donji kraj Sunčeva diska pod utjecajem refrakcije podiže za 35’, a gornji kraj za svega 28’, to se Sunčev disk spljoštava za 7’ po okomici. 